# Luca Siligardi
Luca Siligardi (né le 26 janvier 1988 à  Correggio, dans la province de Reggio d'Émilie, en Émilie-Romagne) est un footballeur italien. Il évolue au poste de milieu de terrain avec Parme.